# المسطح (إب)

تعديل مصدري - تعديل

المسطح محلة تابعة لقرية الغراب، التابعة لعزلة جبل معود بمديرية إب إحدى مديريات محافظة إب في الجمهورية اليمنية.، بلغ تعداد سكانها 449 حسب تعداد اليمن لعام 2004.